# David Siradze
David Siradze (Georgisch: დავით სირაძე) (Tbilisi, 21 oktober 1981) is een voetballer uit Georgië, die sinds 2009 onder contract staat bij het Russische Spartak Naltsjik. Hij speelt als aanvallende middenvelder of aanvaller.

## Interlandcarrière
Siradze speelde sinds 2004 in totaal 28 officiële interlands (acht doelpunten) voor het Georgisch voetbalelftal.
| Interlanddoelpunten | Interlanddoelpunten | Interlanddoelpunten | Interlanddoelpunten | Interlanddoelpunten | Interlanddoelpunten | Interlanddoelpunten |
| #                   | Datum               | Locatie             | Tegenstander        | Goal(s)             | Uitslag             | Wedstrijd           |
| ------------------- | ------------------- | ------------------- | ------------------- | ------------------- | ------------------- | ------------------- |
| 1                   | 07/02/2007          | Tbilisi, Georgië    | Turkije             | 75'                 | 1–0                 | Oefeninterland      |
| 2                   | 28/03/2007          | Tbilisi, Georgië    | Faeröer             | 25'                 | 3–1                 | EK-kwalificatie     |
| 3                   | 08/09/2007          | Tbilisi, Georgië    | Oekraïne            | 87'                 | 1–1                 | EK-kwalificatie     |
| 4                   | 17/10/2007          | Tbilisi, Georgië    | Schotland           | 64'                 | 2–0                 | EK-kwalificatie     |
| 5                   | 03/03/2010          | Tbilisi, Georgië    | Estland             | 90'                 | 2–1                 | Oefeninterland      |
| 6                   | 08/10/2010          | Tbilisi, Georgië    | Malta               | 90+1'               | 1–0                 | EK-kwalificatie     |
| 7                   | 12/10/2010          | Riga, Letland       | Letland             | 74'                 | 1–1                 | EK-kwalificatie     |
| 8                   | 09/02/2011          | Limassol, Cyprus    | Armenië             | 34'                 | 1–2                 | Oefeninterland      |